# Chief Dan George
Chief Dan George, Tes-wah-no o Geswanouth Slahoot (Vancouver, Colúmbia Britànica, 1899-1981) fou un indi d'origen suquamish, que de jove va treballar tallant fusta fins que va debutar a la televisió nord-americana com a actor el 1960 en la sèrie Cariboo Country. Com a actor, fou nominat a l'Oscar al millor actor secundari en Petit gran home (1970) d'Arthur Penn; va participar en la sèrie Centennial (1978) i en el film de Clint Eastwood The Outlaw Josey Wales (1976). També va escriure My heart soars (1974), My spirit soaars (1982). A més, fou cap de la Salish Band a Burrard Inlet i el 1971 va rebre l'orde del Canadà. Ha estat avi de la poeta Lee Maracle, i besavi de l'actor i poeta Columpa Bopp.